# Ново-Венделеевка
Ново-Венделеевка — исчезнувший хутор в Миллеровском районе Ростовской области.

## История
Хутор Ново-Венделеевка образовался из части хутора Венделеевки. Со временем стала считаться южным отдаленным кварталом Введеновки. Сохранилось кладбище.
С ноября 1924 года — в составе Туриловского сельсовета. По данным Всесоюзной переписи населения 1926 года — в Донецком округе Мальчевско-Полненского района Северо-Кавказского края РСФСР.

## Население
По данным Всесоюзной переписи населения 1926 года — население — 46 человек (27 мужчин и 19 женщин); все жители — украинцы

## Инфраструктура
В 1926 году зафиксировано личное подсобное хозяйство (9 дворов).
Религия
Жители хутора относились к приходу Туриловской церкви в пос. Туриловка.

## Транспорт
Обе Введеновки связывала просёлочная дорога.